# Nymphargus garciae
Nymphargus garciae là một loài ếch trong họ Centrolenidae, formerly placed in Cochranella. Chúng là loài đặc hữu của Colombia.
Các môi trường sống tự nhiên của chúng là rừng mây ẩm nhiệt đới và cận nhiệt đới và sông. Loài này đang bị đe dọa do mất môi trường sống.